# Kilikien

Det romerska imperiet omkring 120 med provinsen Kilikien rödmarkerad

Kilikien, även Cilicien (latin: Cilicia), är ett historiskt landskap i östra Anatolien (Mindre Asien), vid Medelhavets kust, i nuvarande Turkiets sydöstra del med östlig gräns mot Syrien och i söder mot Medelhavet. Kilikien var ett strategiskt viktigt område under antiken och medeltiden och erövrades av många olika riken.
Slaget vid Issos var ett fältslag mellan makedonen Alexander den store och Perserriket som ägde rum år 333 f.Kr.
Romarna kallade området för Cilicia. 103 f.Kr. blev området en provins i Romerska riket och år 395 tillföll området det Östromerska riket. 

## Armeniska kungariket Kilikien (1080-1375)

Armeniska Kilikiens vapen under huset Lusignan.

År 1080 utropades Kilikien av den armeniska prinsen Ruben I av Armenien till ett självständigt kungadöme, Lilla Armenien, som kom att bestå fram till 1375. Kilikiens armeniska kungadöme (av dynastin Roubinian-Bagratouni) kom att bli en viktig allierad för korsriddarna samt för de latinska korsfararstater som kom att etableras, bl.a. Furstendömet Antiochia och Kungadömet Jerusalem. År 1375 besegrades kungadömet av den egyptiska sultanen, och den armeniska kungen Levon VI av huset Lusignan avsattes. Han skulle bli den sista armeniska kungen. Kung Levon VI dog i Paris 1393, där han ligger begravd i klosterkyrkan Saint-Denis.
Kilikien kom också att spela en viktig roll i handeln mellan öst och väst och i synnerhet då motsättningarna mellan de påvestyrda kristna stater och den islamiska världen förvärrades. Den venetianske köpmannen och upptäcktsresanden Marco Polo landsteg 1271 i den viktiga hamnstaden Lajazzo för att börja sin berömda resa på sidenvägen till Kina. Kilikien erövrades av de osmanska turkarna under 1500-talet och tillhörde det Osmanska riket ända fram till 1923 då Turkiet bildades. 
Det armeniska Kilikien var även en viktig anhalt under korstågen.
"Bland de goda gärningar som det armeniska folket har utfört gentemot kyrkan och den kristna världen bör speciellt framhållas att på den tiden då de kristna prinsarna och krigarna gick för att återta det heliga landet kom inget annat folk eller annan nation med samma entusiasm, glädje och tro till deras assistans som armenierna, som försåg korsriddarna med hästar, förnödenheter och vägledning. Armenierna hjälpte dessa krigare med sitt yttersta mod och lojalitet under de heliga krigen." Påven Gregorius XIII (Ecclesia Romana, 1584)
Vid det bördiga jordbrukslandskapet vid havet gick en landsväg som band ihop städerna Mersin, Tarsus (Tarsa), Adana (Adanija), Mopsuestia (Missis).

## Personer från Kilikien
En känd person från området var Jesu apostel Paulus, som var från Tarsus. Även botanikern Pedanius Dioskorides härstammade från området, liksom den stoiske filosofen Krysippos.
Homeros kom också från denna trakt, enligt en kontroversiell teori från 2008 av den österrikiske forskaren Raoul Schrott.[källa behövs]